# Laura Siegemund
Laura Natalie Siegemund (Filderstadt, 4 marzo 1988) è una tennista tedesca.
Ottima doppista, in tale specialità ha vinto gli US Open nel 2016 con Mate Pavić e nel 2024 il Roland Garros in coppia con Édouard Roger-Vasselin. Nel 2020 si aggiudica insieme a Vera Zvonarëva gli US Open, mentre nel 2023, sempre con la russa, conquista le WTA Finals. Il suo best ranking nel doppio è la posizione n.4 raggiunta il 29 gennaio 2024.

## Biografia
Da piccola ha vissuto anche in Arabia Saudita e Indonesia, Paesi in cui si era trasferito il padre ingegnere per motivi di lavoro. Nel 2016 si è laureata in Psicologia presso l'Università di Hagen.
Nel 2025 agli internazionali di Italia dimostra, tra la sorpresa generale, di parlare un ottimo italiano.

## Carriera
Ha raggiunto una finale di doppio a livello WTA in carriera, al torneo marocchino Grand Prix SAR La Princesse Lalla Meryem, nel 2015, insieme a Maryna Zanevs'ka, venendo però poi sconfitta.
Ha vinto il suo primo titolo WTA della carriera in doppio al Topshelf Open, insieme alla statunitense Asia Muhammad. Dopo un mese, conquista anche il secondo titolo della carriera al WTA Brasil Tennis Cup, insieme alla connazionale Annika Beck.
In singolo, si qualifica per il Torneo di Wimbledon 2015, venendo poi sconfitta al primo turno dalla più esperta Svetlana Kuznecova. Si qualifica anche per gli US Open 2015, dove incontra subito Petra Kvitová, da cui perde. In doppio, invece, raggiunge il secondo turno insieme alla conterranea Mona Barthel.
Ad ottobre, conquista il terzo titolo della carriera al BGL-BNP Paribas Open Luxembourg di Lussemburgo insieme alla Barthel.
Nell'aprile del 2016 arriva in finale nel torneo Porsche Tennis Grand Prix dopo essersi qualificata; gioca contro Angelique Kerber e perde in due set.
Nel luglio dello stesso anno riesce a imporsi nel torneo svedese di Bastad, conquistando il primo titolo in singolare in carriera. Nel corso del torneo elimina Kateryna Kozlova, Lucie Hradecká e Lara Arruabarena mentre in semifinale approfitta del ritiro di Julia Goerges quando erano un set pari. Nella finale supera Kateřina Siniaková per 7–5, 6–1. Grazie a questo risultato ritocca il suo best-ranking, salendo alla 32ª posizione del ranking.
Il 9 settembre 2016, dopo una grande prestazione alle Olimpiadi di Rio (quarti di finale in singolare, dove cede solo alla futura medaglia d'oro Mónica Puig), si aggiudica, in coppia con il croato Mate Pavić, il torneo di doppio degli US Open.
Il 30 aprile 2017 vince il torneo di WTA di Stoccarda, secondo titolo in carriera, sconfiggendo la francese Kristina Mladenovic.
Dopo un gravissimo infortunio torna in campo nel 2018. Chiude l'anno col ranking 115.
Nel 2020, ottiene il suo primo titolo slam in doppio allo US Open assieme alla russa Vera Zvonarëva, battendo in finale Melichar/Xu per 6–4, 6–4.
Sempre nel 2020, partecipa al Roland Garros, dove riesce a conquistare, per la prima volta in carriera in singolare, i quarti di finale in uno slam: batte Kiki Mladenovic per 7–5, 6–3 (recuperando nel primo parziale uno svantaggio di 1–5 e salvando un contestatissimo set-point), vince il derby contro Julia Görges in rimonta, ed elimina al terzo turno la testa di serie numero 13 Petra Martić. Disputa il suo primo ottavo di finale slam il 5 ottobre contro la spagnola Paola Badosa: ne esce vincitrice in 2 set guadagnandosi così l'accesso ai quarti di finale, nei quali viene eliminata dalla settima favorita del seeding, Petra Kvitová.
Nel 2022, assieme a Vera Zvonarëva, vince due titoli, tra cui il WTA 1000 di Miami; con la belga Flipkens, si aggiudica due titoli a cavallo tra il 2022 e il 2023.
Nel 2023, con Haddad Maia, centra la finale ad Indian Wells, persa contro le ceche Siniaková/Krejčíková. Assieme a Vera Zvonarëva, la tedesca riesce a vincere il titolo di Washington e raggiungere, tre anni dopo, la finale dello US Open, persa contro Routliffe/Dabrowski. Con il successo in altri due tornei cinesi, la coppia Siegemund/Zvonarëva si qualifica per le WTA Finals di Cancún: le due passano il gruppo "Mahahual" grazie ai successi sulle campionesse dell'Australian Open Siniaková/Krejčíková e sulle n°1 del mondo Gauff/Pegula. In semifinale, battono le finaliste di Wimbledon Hunter/Mertens al super-tiebreak, raggiungendo la quinta finale di coppia del 2023. Nella circostanza, Siegemund/Zvonarëva battono con un doppio 6–4 Melichar/Perez, vincendo così il quarto e più prestigioso titolo della stagione assieme. Diventa la prima tennista tedesca a trionfare alle WTA Finals in doppio. In singolare, la tedesca ritorna a disputare una finale WTA a Varsavia dopo 6 anni, sconfiggendo Chwalińska, Zhu, Stefanini e la connazionale Tatjana Maria in semifinale; quindi raggiunge la finale dove viene battuta dalla n°1 del mondo Iga Świątek, che le concede un solo game.
Nel 2024, raggiunge a fine gennaio il suo best-ranking in doppio al n°4. Assieme a Barbora Krejčíková, la tedesca raggiunge la sua 21° finale al WTA 1000 di Madrid: le due non riescono a conquistare il titolo, perdendo nettamente da Bucșa/Sorribes Tormo (0–6, 2–6). Al Roland Garros, ottiene il suo secondo trionfo slam nel doppio misto, in coppia con Édouard Roger-Vasselin, battendo in finale Krawczyk/Skupski per 6–4, 7–5. Vince così il suo primo titolo nella specialità in 8 anni, dopo il successo allo US Open 2016. A ottobre, assieme a Ena Shibahara, vince il suo unico titolo stagionale a Osaka, oltre ad aver colto con lei la finale nel '500' di Tokyo, persa contro Aoyama/Hozumi. 
Nel 2025, ottiene la prima finale annuale ad Adelaide assieme alla brasiliana Haddad Maia: le due cedono il passo a Panova/Guo.

## Statistiche WTA

### Singolare

#### Vittorie (2)
| Legenda               | Legenda      |
| --------------------- | ------------ |
| Grande Slam (0)       |              |
| Ori Olimpici (0)      |              |
| WTA Finals (0)        |              |
| WTA Elite Trophy (0)  |              |
| Dal 2009 al 2020      | Dal 2021     |
| Premier Mandatory (0) | WTA 1000 (0) |
| Premier 5 (0)         | WTA 1000 (0) |
| Premier (1)           | WTA 500 (0)  |
| International (1)     | WTA 250 (0)  |

| N. | Data           | Torneo                    | Superficie      | Avversaria in finale | Punteggio        |
| 1. | 24 luglio 2016 | Swedish Open, Båstad      | Terra rossa     | Kateřina Siniaková   | 7–5, 6–1         |
| 2. | 30 aprile 2017 | Stuttgart Open, Stoccarda | Terra rossa (i) | Kristina Mladenovic  | 6–1, 2–6, 7–6(5) |

#### Sconfitte (3)
| Legenda               | Legenda      |
| --------------------- | ------------ |
| Grande Slam (0)       |              |
| Argenti Olimpici (0)  |              |
| WTA Finals (0)        |              |
| WTA Elite Trophy (0)  |              |
| Dal 2009 al 2020      | Dal 2021     |
| Premier Mandatory (0) | WTA 1000 (0) |
| Premier 5 (0)         | WTA 1000 (0) |
| Premier (1)           | WTA 500 (0)  |
| International (0)     | WTA 250 (2)  |

| N. | Data              | Torneo                    | Superficie      | Avversaria in finale | Punteggio |
| 1. | 24 aprile 2016    | Stuttgart Open, Stoccarda | Terra rossa (i) | Angelique Kerber     | 4–6, 0–6  |
| 2. | 30 luglio 2023    | Poland Open, Varsavia     | Cemento         | Iga Świątek          | 0–6, 1–6  |
| 3. | 22 settembre 2024 | Thailand Open, Hua Hin    | Cemento         | Rebecca Šramková     | 4-6, 4-6  |

### Doppio

#### Vittorie (16)
| Legenda               | Legenda      |
| --------------------- | ------------ |
| Grande Slam (1)       |              |
| Ori Olimpici (0)      |              |
| WTA Finals (1)        |              |
| WTA Elite Trophy (0)  |              |
| Dal 2009 al 2020      | Dal 2021     |
| Premier Mandatory (0) | WTA 1000 (1) |
| Premier 5 (0)         | WTA 1000 (1) |
| Premier (1)           | WTA 500 (1)  |
| International (4)     | WTA 250 (7)  |

| N.  | Data              | Torneo                           | Superficie  | Compagna            | Avversarie in finale                           | Punteggio        |
| 1.  | 13 giugno 2015    | Rosmalen Open, 's-Hertogenbosch  | Erba        | Asia Muhammad       | Jelena Janković Anastasija Pavljučenkova       | 6–3, 7–5         |
| 2.  | 31 luglio 2015    | Brasil Tennis Cup, Florianópolis | Terra rossa | Annika Beck         | María Irigoyen Paula Kania                     | 6–3, 7–6(1)      |
| 3.  | 25 ottobre 2015   | Luxembourg Open, Lussemburgo     | Cemento (i) | Mona Barthel        | Anabel Medina Garrigues Arantxa Parra Santonja | 6–2, 7–6(2)      |
| 4.  | 19 ottobre 2018   | Kremlin Cup, Mosca               | Cemento (i) | Aleksandra Panova   | Darija Jurak Ioana Raluca Olaru                | 6–2, 7–6(2)      |
| 5.  | 21 settembre 2019 | Guangzhou Open, Canton           | Cemento     | Peng Shuai          | Alexa Guarachi Giuliana Olmos                  | 6–2, 6–1         |
| 6.  | 11 settembre 2020 | US Open, New York                | Cemento     | Vera Zvonarëva      | Nicole Melichar Xu Yifan                       | 6–4, 6–4         |
| 7.  | 6 marzo 2022      | Open de Lyon, Lione              | Cemento (i) | Vera Zvonarëva      | Alicia Barnett Olivia Nicholls                 | 7–5, 6–1         |
| 8.  | 3 aprile 2022     | Miami Open, Miami                | Cemento     | Vera Zvonarëva      | Veronika Kudermetova Elise Mertens             | 7–6(3), 7–5      |
| 9.  | 16 ottobre 2022   | Transylvania Open, Cluj-Napoca   | Cemento (i) | Kirsten Flipkens    | Kamilla Rachimova Jana Sizikova                | 6–3, 7–5         |
| 10. | 14 gennaio 2023   | Hobart International, Hobart     | Cemento     | Kirsten Flipkens    | Viktorija Golubic Panna Udvardy                | 6–4, 7–5         |
| 11. | 5 agosto 2023     | Washington Open, Washington      | Cemento     | Vera Zvonarëva      | Alexa Guarachi Monica Niculescu                | 6–4, 6–4         |
| 12. | 30 settembre 2023 | Ningbo Open, Ningbo              | Cemento     | Vera Zvonarëva      | Guo Hanyu Jiang Xinyu                          | 4–6, 6–3, [10–5] |
| 13. | 22 ottobre 2023   | Jiangxi Open, Nanchang           | Cemento     | Vera Zvonarëva      | Eri Hozumi Makoto Ninomiya                     | 6–4, 6–2         |
| 14. | 6 novembre 2023   | WTA Finals, Cancún               | Cemento     | Vera Zvonarëva      | Nicole Melichar-Martinez Ellen Perez           | 6–4, 6–4         |
| 15. | 20 ottobre 2024   | Japan Women's Open, Osaka        | Cemento     | Ena Shibahara       | Cristina Bucșa Monica Niculescu                | 3-6, 6-2, [10-2] |
| 16. | 22 giugno 2025    | Nottingham Open, Nottingham      | Erba        | Beatriz Haddad Maia | Anna Danilina Ena Shibahara                    | 6-3, 6-2         |

#### Sconfitte (9)
| Legenda               | Legenda      |
| --------------------- | ------------ |
| Grande Slam (1)       |              |
| Argenti Olimpici (0)  |              |
| WTA Finals (0)        |              |
| WTA Elite Trophy (0)  |              |
| Dal 2009 al 2020      | Dal 2021     |
| Premier Mandatory (0) | WTA 1000 (2) |
| Premier 5 (0)         | WTA 1000 (2) |
| Premier (1)           | WTA 500 (2)  |
| International (2)     | WTA 250 (1)  |

| N. | Data              | Torneo                           | Superficie  | Compagna                 | Avversarie in finale                           | Punteggio           |
| 1. | 1º maggio 2015    | Marocco Open, Marrakech          | Terra rossa | Maryna Zanevska          | Tímea Babos Kristina Mladenovic                | 1–6, 6(5)–7         |
| 2. | 19 giugno 2016    | Mallorca Open, Maiorca           | Erba        | Anna-Lena Friedsam       | Gabriela Dabrowski María José Martínez Sánchez | 4–6, 2–6            |
| 3. | 25 agosto 2018    | New Haven Open, New Haven        | Cemento     | Hsieh Su-wei             | Andrea Sestini Hlaváčková Barbora Strýcová     | 4–6, 7–6(7), [4–10] |
| 4. | 2 ottobre 2022    | Tallinn Open, Tallinn            | Cemento (i) | Nicole Melichar-Martinez | Ljudmyla Kičenok Nadiia Kičenok                | 5–7, 6–4, [7–10]    |
| 5. | 18 marzo 2023     | Indian Wells Open, Indian Wells  | Cemento     | Beatriz Haddad Maia      | Barbora Krejčíková Kateřina Siniaková          | 1–6, 7–6(3), [7–10] |
| 6. | 10 settembre 2023 | US Open, New York                | Cemento     | Vera Zvonarëva           | Gabriela Dabrowski Erin Routliffe              | 6(9)–7, 3–6         |
| 7. | 5 maggio 2024     | Madrid Open, Madrid              | Terra rossa | Barbora Krejčíková       | Cristina Bucșa Sara Sorribes Tormo             | 0–6, 2–6            |
| 8. | 27 ottobre 2024   | Pan Pacific Open, Tokyo          | Cemento     | Ena Shibahara            | Shūko Aoyama Eri Hozumi                        | 4-6, 6(3)-7         |
| 9. | 10 gennaio 2025   | Adelaide International, Adelaide | Cemento     | Beatriz Haddad Maia      | Guo Hanyu Aleksandra Panova                    | 5-7, 4-6            |

### Doppio misto

#### Vittorie (2)
| Tornei del Grande Slam  |
| ----------------------- |
| Australian Open (0)     |
| Open di Francia (1)     |
| Torneo di Wimbledon (0) |
| US Open (1)             |

| N. | Anno             | Torneo                  | Superficie  | Compagno               | Avversari in finale           | Punteggio |
| 1. | 9 settembre 2016 | US Open, New York       | Cemento     | Mate Pavić             | Coco Vandeweghe Rajeev Ram    | 6–4, 6–4  |
| 2. | 6 giugno 2024    | Open di Francia, Parigi | Terra rossa | Édouard Roger-Vasselin | Desirae Krawczyk Neal Skupski | 6–4, 7–5  |

## Statistiche ITF

### Singolare

#### Vittorie (14)
| Torneo $100.000 (1) |
| Torneo $80.000 (0)  |
| Torneo $75.000 (0)  |
| Torneo $60.000 (1)  |
| Torneo $50.000 (0)  |
| Torneo $25.000 (9)  |
| Torneo $15.000 (0)  |
| Torneo $10.000 (3)  |

| N.  | Data              | Torneo                                                                                                 | Superficie  | Avversaria in finale      | Punteggio        |
| 1.  | 12 novembre 2006  | ITF Women's Circuit Mallorca, Maiorca                                                                  | Terra rossa | Gracia Radovanovic        | 6–4, 6–1         |
| 2.  | 23 gennaio 2011   | Ace Sports Group Tennis Classic, Lutz                                                                  | Terra verde | Jessica Pegula            | 6(4)–7, 6–1, 6–2 |
| 3.  | 22 luglio 2012    | Darmstadt Tennis International, Darmstadt                                                              | Terra rossa | Anna Karolína Schmiedlová | 7–6(7), 6–3      |
| 4.  | 29 luglio 2012    | BMW AHG Cup, Horb am Neckar                                                                            | Terra rossa | Gaia Sanesi               | 6–3, 6–0         |
| 5.  | 19 agosto 2012    | WSH Open, Ratingen                                                                                     | Terra rossa | Caitlin Whoriskey         | 6–2, 6–1         |
| 6.  | 7 aprile 2013     | St. Dominic USTA Pro Circuit $25,000 Women's Challenger, Jackson                                       | Terra verde | Florencia Molinero        | 6–4, 6–0         |
| 7.  | 23 giugno 2013    | Lenzerheide Open, Lenzerheide                                                                          | Terra rossa | Beatriz Haddad Maia       | 6–2, 6–3         |
| 8.  | 30 giugno 2013    | Internationaler Württembergische Damen-Tennis-Meisterschaften um den Stuttgarter Stadtpokal, Stoccarda | Terra rossa | Viktorija Golubic         | 6–3, 3–6, 7–6(4) |
| 9.  | 12 gennaio 2014   | Vero Beach International Tennis Open, Vero Beach                                                       | Terra verde | Gabriela Dabrowski        | 6–2, 7–6(10)     |
| 10. | 13 aprile 2014    | Pelham Racquet Club Women's $25K Pro Circuit Challenger, Pelham                                        | Terra verde | Julija Putinceva          | 6–1, 6–4         |
| 11. | 13 settembre 2015 | Open GDF SUEZ de Biarritz, Biarritz                                                                    | Terra rossa | Romina Oprandi            | 7–5, 6–3         |
| 12. | 5 agosto 2018     | Knoll Open, Bad Saulgau                                                                                | Terra rossa | Alexandra Cadanțu         | 6–4, 6–2         |
| 13. | 5 giugno 2022     | Carinthian Ladies Lakes Trophy, Annenheim                                                              | Terra rossa | Lena Papadakis            | 6–3, 6–2         |
| 14. | 11 giugno 2022    | Carinthian Ladies Lake's Trophy, Pörtschach am Wörther See                                             | Terra rossa | Viktória Kužmová          | 6–2, 6–2         |

#### Sconfitte (14)
| Torneo $100.000 (0) |
| Torneo $80.000 (0)  |
| Torneo $75.000 (0)  |
| Torneo $60.000 (2)  |
| Torneo $50.000 (3)  |
| Torneo $25.000 (7)  |
| Torneo $15.000 (0)  |
| Torneo $10.000 (2)  |

| N.  | Data              | Torneo                                                                                   | Superficie  | Avversaria in finale  | Punteggio      |
| 1.  | 9 ottobre 2006    | Governor's Cup Lagos, Lagos                                                              | Cemento     | Magdalena Kiszczyńska | 4–6, 2–6       |
| 2.  | 11 novembre 2007  | Jounieh Open, Jounieh                                                                    | Terra rossa | Marija Korytceva      | 1–6, 3–6       |
| 3.  | 12 aprile 2009    | St. Dominic USTA Pro Circuit $25,000 Women's Challenger, Jackson                         | Terra verde | Juliana Fedak         | 2–6, 1–6       |
| 4.  | 10 maggio 2009    | Audi Melbourne Pro Tennis Classic, Indian Harbour Beach                                  | Terra verde | Melanie Oudin         | 5–7, 7–5, 2–6  |
| 5.  | 2 maggio 2010     | Boyd Tinsley Women's Clay Court Classic, Charlottesville                                 | Terra verde | Michaëlla Krajicek    | 2–6, 4–6       |
| 6.  | 30 aprile 2012    | Wiesbaden Tennis Open, Wiesbaden                                                         | Terra rossa | Anna Danilina         | 6(2)–7, 6(4)–7 |
| 7.  | 20 gennaio 2013   | Internationaler Württembergische Hallenmeisterschaften um den Südwestbank-Cup, Stoccarda | Cemento (i) | Julia Kimmelmann      | 4–6, 3–6       |
| 8.  | 10 agosto 2014    | Hechingen Ladies Open, Hechingen                                                         | Terra rossa | Carina Witthöft       | 6–4, 4–6, 3–6  |
| 9.  | 3 novembre 2014   | Jolie Ville Golf Women's, Sharm el-Sheikh                                                | Cemento     | Evgenija Rodina       | 2–6, 2–6       |
| 10. | 16 novembre 2014  | Jolie Ville Golf Women's, Sharm el-Sheikh                                                | Cemento     | Evgenija Rodina       | 7–5, 3–6, 2–6  |
| 11. | 19 aprile 2015    | Pelham Racquet Club Women's $25K Pro Circuit Challenger, Pelham                          | Terra verde | Anhelina Kalinina     | 3–6, 5–7       |
| 12. | 20 settembre 2015 | Open GDF SUEZ de Bretagne, Saint-Malo                                                    | Terra rossa | Dar'ja Kasatkina      | 5–7, 6(4)–7    |
| 13. | 15 luglio 2018    | Reinert Open, Versmold                                                                   | Terra rossa | Olga Danilović        | 7–5, 1–6, 3–6  |
| 14. | 12 agosto 2018    | Hechingen Ladies Open, Hechingen                                                         | Terra rossa | Ekaterine Gorgodze    | 2–6, 1–6       |

### Doppio

#### Vittorie (20)
| Torneo $100.000 (0) |
| Torneo $80.000 (0)  |
| Torneo $75.000 (0)  |
| Torneo $60.000 (0)  |
| Torneo $50.000 (2)  |
| Torneo $25.000 (14) |
| Torneo $15.000 (0)  |
| Torneo $10.000 (4)  |

| N.  | Data             | Torneo                                                                                                 | Superficie  | Compagna              | Avversarie in finale                  | Punteggio              |
| 1.  | 11 luglio 2005   | Darmstadt Tennis International, Darmstadt                                                              | Terra rossa | Vanessa Henke         | Vasilisa Bardina Jaroslava Švedova    | 6–4, 6–2               |
| 2.  | 29 luglio 2006   | Open GDF SUEZ des Contamines-Montjoie, Les Contamines-Montjoie                                         | Cemento     | Catarina Ferreira     | Christina Horiatopoulos Caroline Maes | 6–4, 2–6, 7–5          |
| 3.  | 20 agosto 2006   | Internationale Tennismeisterschaften von Schleswig-Holstein, Wahlstedt                                 | Terra rossa | Julia Görges          | Raluca Ciulei Neda Kozić              | 6–1, 6–3               |
| 4.  | 14 ottobre 2006  | Governor's Cup Lagos, Lagos                                                                            | Cemento     | Magda Mihalache       | Lisa Sabino Montinee Tangphong        | 6–3, 6–3               |
| 5.  | 16 giugno 2007   | Lenzerheide Open, Lenzerheide                                                                          | Terra rossa | Eva-Maria Hoch        | Amra Sadiković Paola Sprovieri        | 6–4, 6–3               |
| 6.  | 5 luglio 2008    | Internationaler Württembergische Damen-Tennis-Meisterschaften um den Stuttgarter Stadtpokal, Stoccarda | Terra rossa | Kristina Barrois      | Katalin Marosi Marina Tavares         | 6–3, 6–4               |
| 7.  | 22 novembre 2008 | Sunfeast Open, Calcutta                                                                                | Cemento     | Ágnes Szatmári        | Lu Jingjing Sun Shengnan              | 7–5, 6–3               |
| 8.  | 29 novembre 2008 | ITF Women's Circuit Saint Denis-La Reunion Island, Saint-Denis                                         | Cemento (i) | Carmen Klaschka       | Surina De Beer Tamaryn Hendler        | 6–3, 6–1               |
| 9.  | 20 giugno 2009   | Open GDF SUEZ Montpellier, Montpellier                                                                 | Terra rossa | Julija Bejhel'zymer   | Stefania Boffa Story Tweedie-Yates    | 6–4, 6–1               |
| 10. | 4 luglio 2009    | Internationaler Württembergische Damen-Tennis-Meisterschaften um den Stuttgarter Stadtpokal, Stoccarda | Terra rossa | Katalin Marosi        | Leonie Mekel Kathrin Wörle            | 7–6(2), 6(6)–7, [10–4] |
| 11. | 13 febbraio 2010 | USTA Womens Of Laguna Niguel, Laguna Niguel                                                            | Terra verde | Anastasija Pivovarova | Amanda Fink Elizabeth Lumpkin         | 6–2, 6–3               |
| 12. | 5 giugno 2010    | RC Sport Trophy, Brno                                                                                  | Terra rossa | Carmen Klaschka       | Dar'ja Kustova Lesja Curenko          | w/o                    |
| 13. | 19 giugno 2010   | Open GDF SUEZ Montpellier, Montpellier                                                                 | Terra rossa | Lu Jingjing           | Amandine Hesse Ljudmyla Kičenok       | 6–4, 6–2               |
| 14. | 18 luglio 2010   | Darmstadt Tennis International, Darmstadt                                                              | Terra rossa | Vitalija D'jačenko    | Irina-Camelia Begu Yurika Sema        | 4–6, 6–1, [10–4]       |
| 15. | 5 maggio 2012    | Wiesbaden Tennis Open, Wiesbaden                                                                       | Terra rossa | Caitlin Whoriskey     | Aleksandra Romanova Sylwia Zagórska   | 6–0, 6–0               |
| 16. | 16 febbraio 2013 | Internationaler Badische Meisterschaften der Damen, Leimen                                             | Cemento (i) | Carolin Daniels       | Antonia Lottner Dar'ja Salnikova      | 6–1, 6–4               |
| 17. | 29 giugno 2013   | Internationaler Württembergische Damen-Tennis-Meisterschaften um den Stuttgarter Stadtpokal, Stoccarda | Terra rossa | Kristina Barrois      | Stephanie Vogt Sandra Zaniewska       | 7–6(1), 6–4            |
| 18. | 28 giugno 2014   | Internationaler Württembergische Damen-Tennis-Meisterschaften um den Stuttgarter Stadtpokal, Stoccarda | Terra rossa | Viktorija Golubic     | Lesley Kerkhove Arantxa Rus           | 6–3, 6–3               |
| 19. | 8 novembre 2014  | Jolie Ville Golf Women's, Sharm el-Sheikh                                                              | Cemento     | Antonia Lottner       | Ol'ha Iančuk Nastja Kolar             | 6–1, 6–1               |
| 20. | 6 giugno 2015    | Internazionali Femminili di Tennis di Brescia, Brescia                                                 | Terra rossa | Renata Voráčová       | María Irigoyen Stephanie Vogt         | 6–2, 6–1               |

#### Sconfitte (12)
| Torneo $100.000 (0) |
| Torneo $80.000 (0)  |
| Torneo $75.000 (0)  |
| Torneo $60.000 (0)  |
| Torneo $50.000 (4)  |
| Torneo $25.000 (6)  |
| Torneo $15.000 (0)  |
| Torneo $10.000 (2)  |

| N.  | Data             | Torneo                                                | Superficie    | Compagna           | Avversarie in finale               | Punteggio        |
| 1.  | 16 luglio 2005   | Orterer Cup, Garching bei München                     | Terra rossa   | Lenka Dlhopolcová  | Zuzana Hejdová Eva-Maria Hoch      | 6–4, 4–6, 3–6    |
| 2.  | 18 novembre 2006 | ITF Women's Circuit Mallorca, Maiorca                 | Terra rossa   | Anja Prislan       | Nuria Sánchez García Neuza Silva   | 3–6, 1–6         |
| 3.  | 25 agosto 2007   | Infond Open, Maribor                                  | Terra rossa   | Ana Jovanović      | Darija Jurak Michaela Paštiková    | 6–1, 4–6, 1–6    |
| 4.  | 10 ottobre 2008  | Jounieh Open, Jounieh                                 | Terra rossa   | Carmen Klaschka    | Chayenne Ewijk Nastas'sja Jakimava | 5–7, 5–7         |
| 5.  | 8 novembre 2008  | Büschl Open, Ismaning                                 | Sintetico (i) | Julia Görges       | Oxana Ljubcova Ksenija Pervak      | 2–6, 6–4, [7–10] |
| 6.  | 31 gennaio 2009  | Laguna Niguel USTA Womens, Laguna Niguel              | Cemento       | Megan Moulton-Levy | Vanessa Henke Darija Jurak         | 6–4, 3–6, [8–10] |
| 7.  | 18 marzo 2009    | ITF Women's Circuit Cairo, Il Cairo                   | Terra rossa   | Megan Moulton-Levy | Anikó Kapros Katalin Marosi        | 5–7, 3–6         |
| 8.  | 14 marzo 2010    | Sheriff Jim Coats Clearwater Women's Open, Clearwater | Cemento       | Alina Židkova      | Xu Yifan Zhou Yimiao               | 4–6, 4–6         |
| 9.  | 26 giugno 2010   | Internacional de Getxo, Getxo                         | Terra rossa   | Lu Jingjing        | Sandra Klemenschits Andreja Klepač | 0–6, 0–6         |
| 10. | 17 ottobre 2010  | USTA Tennis Classic of Troy, Troy                     | Cemento       | Alina Židkova      | Madison Brengle Asia Muhammad      | 2–6, 4–6         |
| 11. | 6 agosto 2011    | Hechingen Ladies Open, Hechingen                      | Terra rossa   | Korina Perkovic    | Sandra Klemenschits Tatjana Malek  | 6–4, 2–6, [7–10] |
| 12. | 19 giugno 2015   | Open GDF SUEZ Montpellier, Montpellier                | Terra rossa   | Renata Voráčová    | María Irigoyen Barbora Krejčíková  | 4–6, 2–6         |

## Competizioni a squadre

### Vittorie (1)
| N. | Data           | Torneo             | Superficie | Compagni                                                                        | Avversari in finale                                                                      | Punteggio |
| 1. | 7 gennaio 2024 | United Cup, Sydney | Cemento    | Angelique Kerber Tatjana Maria Alexander Zverev Maximilian Marterer Kai Wehnelt | Iga Świątek Katarzyna Kawa Katarzyna Piter Hubert Hurkacz Daniel Michalski Jan Zieliński | 2-1       |

## Vittorie contro giocatrici Top 10
| Stagione | 2015 | 2016 | 2017 | 2018 | 2019 | 2020 | 2021 | 2022 | 2023 | 2024 | 2025 | Totale |
| Vittorie | 1    | 3    | 5    | 0    | 0    | 0    | 0    | 1    | 0    | 0    | 2    | 12     |

| #    | Giocatrice          | Ranking | Evento                       | Superficie      | Turno | Punteggio        | Rank. LSR |
| ---- | ------------------- | ------- | ---------------------------- | --------------- | ----- | ---------------- | --------- |
| 2015 |                     |         |                              |                 |       |                  |           |
| 1.   | Timea Bacsinszky    | 10      | Luxembourg Open, Lussemburgo | Cemento (i)     | 1T    | 4–6, 6–4, rit.   | 101       |
| 2016 |                     |         |                              |                 |       |                  |           |
| 2.   | Simona Halep (1)    | 6       | Stuttgart Open, Stoccarda    | Terra rossa (i) | 2T    | 6–1, 6–2         | 71        |
| 3.   | Roberta Vinci       | 8       | Stuttgart Open, Stoccarda    | Terra rossa (i) | QF    | 6–1, 6–4         | 71        |
| 4.   | Agnieszka Radwańska | 2       | Stuttgart Open, Stoccarda    | Terra rossa (i) | SF    | 6–4, 6–2         | 71        |
| 2017 |                     |         |                              |                 |       |                  |           |
| 5.   | Venus Williams      | 10      | Charleston Open, Charleston  | Terra verde     | 2T    | 6–4, 6(3)–7, 7–5 | 37        |
| 6.   | Svetlana Kuznecova  | 9       | Stuttgart Open, Stoccarda    | Terra rossa (i) | 2T    | 6–4, 6–3         | 49        |
| 7.   | Karolina Pliskova   | 3       | Stuttgart Open, Stoccarda    | Terra rossa (i) | QF    | 7–6(3), 5–7, 6–3 | 49        |
| 8.   | Simona Halep (2)    | 5       | Stuttgart Open, Stoccarda    | Terra rossa (i) | SF    | 6–4, 7–5         | 49        |
| 9.   | Johanna Konta       | 6       | Madrid Open, Madrid          | Terra rossa     | 1T    | 3–6, 7–5, 6–4    | 30        |
| 2022 |                     |         |                              |                 |       |                  |           |
| 10.  | Maria Sakkarī       | 5       | Stuttgart Open, Stoccarda    | Terra rossa (i) | 2T    | 6–4, 3–1 rit.    | 231       |
| 2025 |                     |         |                              |                 |       |                  |           |
| 11.  | Zheng Qinwen        | 5       | Australian Open, Melbourne   | Cemento         | 2T    | 7-6(3), 6-3      | 97        |
| 12.  | Madison Keys        | 8       | Torneo di Wimbledon, Londra  | Erba            | 3T    | 6-3, 6-3         | 104       |